# 飛部
飛部，為漢字索引中的部首之一，康熙字典214個部首中的第一百八十三個（九劃的則為第八個）。就正體中文中，飛部歸於九劃部首，而簡體中文則歸在三劃。飛部只以左方、下方為部字。且無其他部首可用者將部首歸為飛部。

## 部首單字解釋
1.飛行。
2.迅速、疾速、急促。
3.沒有根據的、不可採信的。
4.意外突發的。
5.飄盪。
6.姓。
7.揮動。
8.散發。
9.躍跳。
10.飄揚的。
11.高聳的。
12.國際通用分數譯音，或稱毫微微。

## 字形

甲骨文
簡牘
大篆
小篆

## 名稱
- 漢語：飛部（fēibù，ㄈㄟ　ㄅㄨˋ）
- 日本：
- 韓國：

## 字例
| 除部首外之筆劃 | 字例 -{ |
| -------------- | ------- |
| 0              | 飛(飞)  |
| 5              | 𩙳      |
| 8              | 䬡䬠    |
| 11             | 𩙹      |
| 12             | 飜𩙻    |
| 18             | 飝      |

}-